# Landgericht Moosburg

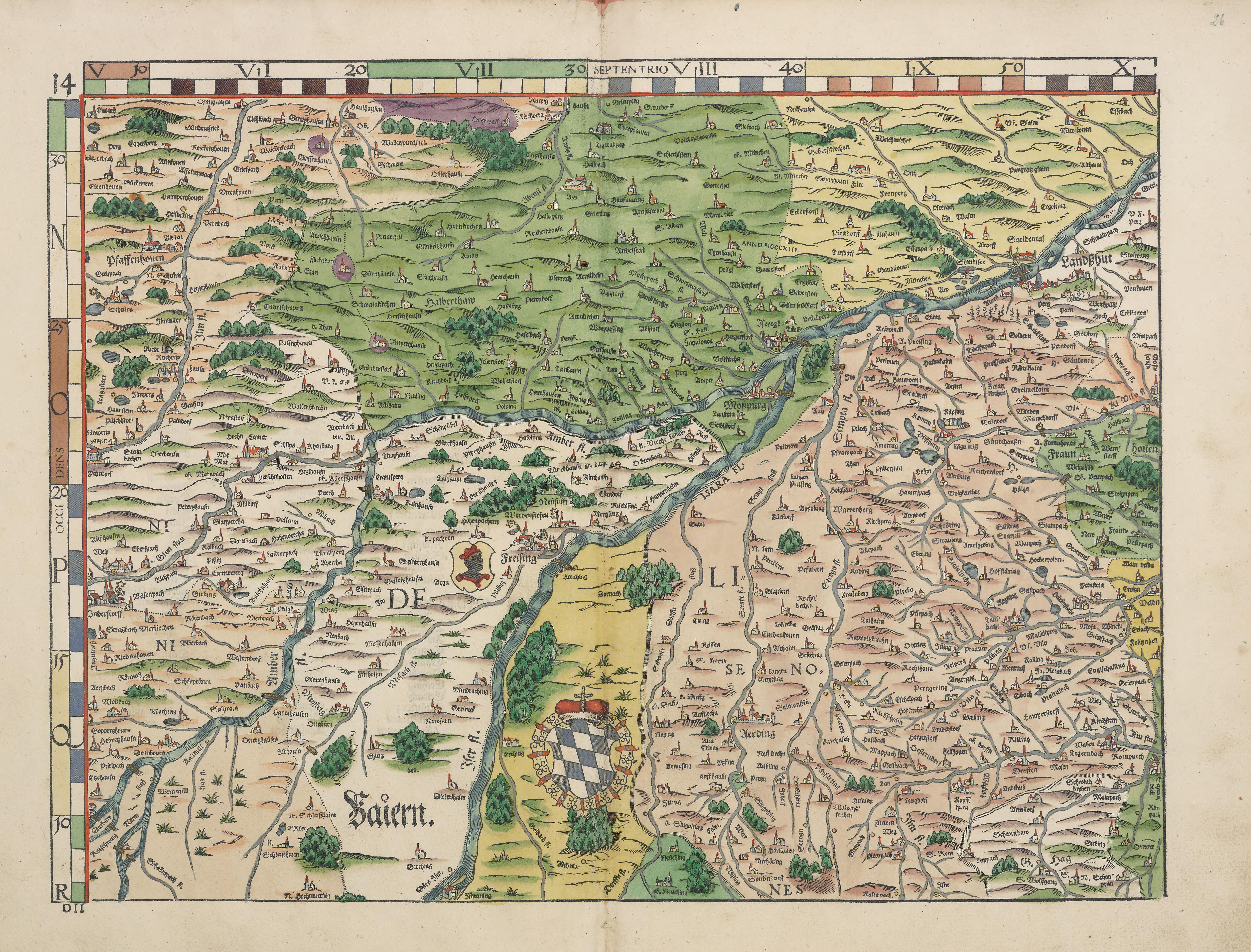
Philipp Apian – Bairische Landtafeln von 1568 – Tafel 14 – Landgericht Moßpurg

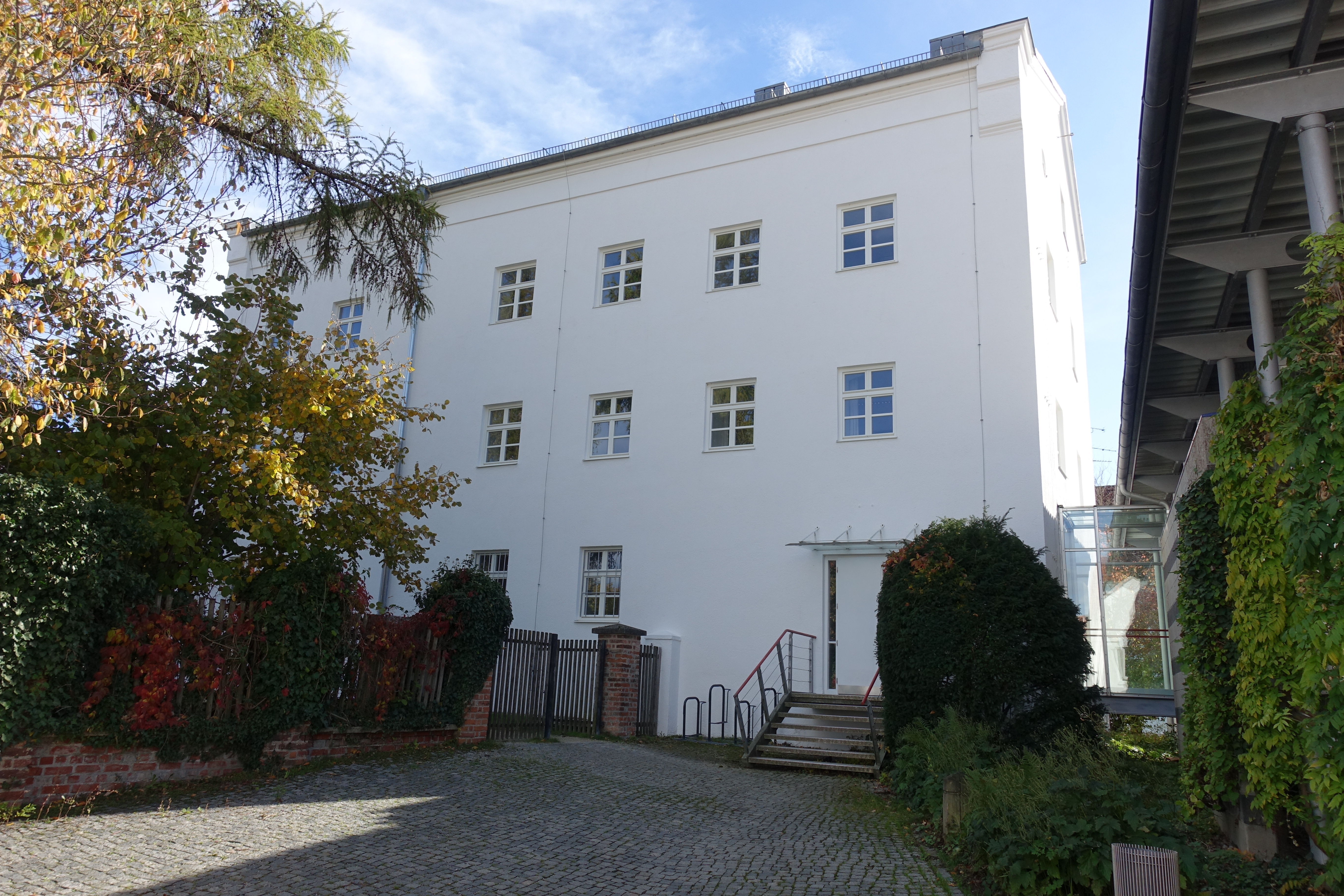
Ehemaliges Land- bzw. Amtsgerichtsgebäude (Schloss Thurn) in Moosburg an der Isar

Das Landgericht Moosburg war von 1329 bis 1808 bayerisches Hoch- und Niedergericht für Teile des Gebiets der heutigen Landkreise Freising, Kelheim, Landshut und Pfaffenhofen. Von 1808 bis 1879 fungierte es als sogenanntes Landgericht älterer Ordnung. Hatte es bereits 1862 einen Teil seiner Aufgaben an das Bezirksamt Freising abgegeben, wurde es 1879 in seiner Funktion als Gerichtsbehörde durch das Amtsgericht Moosburg ersetzt. Der Sitz des Landgerichts lag nicht zentral im Bezirk, sondern an dessen südöstlichen Rand.

## Geschichte
Seine Bedeutung erhielt Moosburg durch das St.-Kastulus-Kloster und den wachsenden Einfluss der Wittelsbacher in der Region seit dem 13. Jahrhundert. In der Anfangszeit wechselte der Sitz des Gerichts öfter zwischen Inkofen, in dem ein Gerichtssitz seit 1230 im ersten Urbar erwähnt ist, und Moosburg. Das Landgericht gehörte zum Niederbayerischen Landesteil, die Amper und die Westgrenze des Landgerichtsbezirkes teilten damals die Teilherzogtümer Niederbayern  und Oberbayern. Im dritten Urbar 1329 wird das Landgericht erstmals als Landgericht Moosburg erwähnt. Es setzte sich zusammen aus dem Amt Inkofen mit dem Schergenamt Reichertshausen, den Gütern des Moosburger Kastulusstiftes, Teilen der Wittelsbacher Vogtei, der Grafschaft Grünberg und dem „Haus Isareck“ und den dazugehörigen Eigengütern. Von 1395 bis 1447 war Inkofen nochmals dauernder Gerichtssitz. 1448 wurde das herzogliche Schloss Inkofen samt den dazugehörigen Gütern an die Pullinger als Hofmark verkauft. Der Sitz des Gerichts wurde daher endgültig nach Moosburg in das ehemalige Schloss der Grafen von Moosburg (nun als Schloss Thurn bezeichnet) verlegt. Im 15. Jahrhundert kam das Stadtamt Moosburg hinzu. Der Umfang der Ämter und der Herrschaft Isareck ist erstmals aus dem Steuerbuch 1465 ersichtlich. 1474 wurden die Schergenämter in Obmannschaften geändert. Die Einteilung der Obmannschaften und Ämter wird erst ab 1538 beständig. Seit Mitte des 16. Jahrhunderts wurde das Pfleg- und Malefizgericht Wolnzach dem Landgericht Moosburg zugeordnet. 1591 kam die Niedergerichtsbarkeit der Herrschaft Isareck hinzu.
Die Verwaltungsgliederung des im Jahr 1806 ausgerufenen Königreichs Bayern wurde zur Eingliederung der neu erworbenen Gebiete im Jahre 1808 völlig neu gestaltet. Das Landgericht Moosburg (als sogenanntes Landgericht älterer Ordnung Gerichts- und Verwaltungsbehörde) wurde dem Isarkreis zugeordnet, der 1837 die Bezeichnung Oberbayern erhielt. Am 11. Juli 1841 wurden die Steuerdistrikte Güntersdorf, Sünzhausen und Schweitenkirchen dem Landgericht Pfaffenhofen zugeordnet. Am 8. August 1857 wurden 15 nördliche Gemeinden dem Landgericht Mainburg zugeordnet. Die Landgerichte im Königreich Bayern als Gerichts- und Verwaltungsbehörden gingen 1862 in administrativer Hinsicht in den Bezirksämtern auf. So gingen die Reste der Verwaltungszuständigkeiten des Landgerichts Moosburg an das Bezirksamt Freising. Die verbleibenden Rechtspflegeeinrichtungen in Moosburg behielten zunächst die Bezeichnung Landgericht. Als Eingangsinstanz der niederen Gerichtsbarkeit wurden die bisherigen Landgerichte 1879 durch das Gerichtsverfassungsgesetz reichseinheitlich in Amtsgericht umbenannt. Das Amtsgericht Moosburg bestand bis 1973, wurde dann in eine Außenstelle des Amtsgerichts Freising umgewandelt und im Jahr 2007 aufgelöst.

## Landgerichtsbezirk
Insgesamt umfasste das Landgericht 427 Siedlungen mit der Stadt Moosburg, zwei Märkten, 143 Dörfern, 109 Weilern und 172 Einöden.
Umgeben wurde es von den Landgerichtsbezirken Mainburg, Rottenburg, Erding, Kranzberg und Pfaffenhofen.
Dieses Gebiet umfasst zum Teil oder ganz die heutigen Kommunen:
| Kommune                | Landkreis    |
| ---------------------- | ------------ |
| Au in der Hallertau    | Freising     |
| Attenkirchen           | Freising     |
| Gammelsdorf            | Freising     |
| Haag an der Amper      | Freising     |
| Hörgertshausen         | Freising     |
| Kirchdorf an der Amper | Freising     |
| Mauern                 | Freising     |
| Moosburg an der Isar   | Freising     |
| Nandlstadt             | Freising     |
| Rudelzhausen           | Freising     |
| Wang                   | Freising     |
| Wolfersdorf            | Freising     |
| Zolling                | Freising     |
| Mainburg               | Kelheim      |
| Volkenschwand          | Kelheim      |
| Bruckberg              | Landshut     |
| Obersüßbach            | Landshut     |
| Schweitenkirchen       | Pfaffenhofen |
| Wolnzach               | Pfaffenhofen |

## Gliederung vor 1808

### Landgerichtsunmittelbare Orte
Nach der Gerichtskonskription von 1752 gab es folgende (Schergen-)Ämter, die den Obmannschaften übergeordnet waren:

#### Amt Mauern
- Obmannschaft Volkmannsdorferau mit Volkmannsdorferau
- Obmannschaft Schwarzersdorf mit Schwarzersdorf, Dürnseiboldsdorf und Weihern
- Obmannschaft Reichertshausen mit Reichertshausen und Sindorf (vor 1448 zur Herrschaft Inkofen gehörig)
- Obmannschaft Plörnbach mit Untermarchenbach, Mittermarchenbach, Hausmehring, Unterplörnbach und Oberplörnbach
- Obmannschaft Amper mit Kirchamper (vor 1448 zur Herrschaft Inkofen gehörig)
- Obmannschaft Sollern-Inkofen mit Inkofen, Sollern und Dobl (vor 1448 zur Herrschaft Inkofen gehörig)
- Obmannschaft Neumühl mit Moosham, Thonstetten, Seiboldsdorf, Hinterm Berg, St. Michaeli, Schweigen, Neumühl und Weiglschweig
- Obmannschaft Alpersdorf mit Alpersdorf, Gandorf, Harthausen, Freundsbach, Wollersdorf, Scheckenhofen, Kleidorf, Thal, Kronwinkl, Hörgersdorf, Wang, Aselmühle, Pfettrach, Pfettrachmühle, Eckl, Schweinersdorf, Mönchsberg, Koppmühle, Beselmühle und Schlag
- Obmannschaft Inzkofen mit Inzkofen, Sixthaselbach, Bergen, Grub, Thalbach, Dornhaselbach, Gassen und Wittibsmühle
- Obmannschaft Holzdobl mit Holzdobl, Seer, Kollersdorf, Zeilhof, Sixthaselbach, Bergen, Weghausen und Oberappersdorf
- Obmannschaft Altfalterbach mit Altfalterbach, Tölzkirchen, Gründl, Unterappersdorf, Baumgarten, Andorf, Hadersdorf, Bockschweig, Schatz, Watterstorf, Kollersdorf und Schweig
- Obmannschaft Reichersdorf mit Reichersdorf, Rehbach, Gelbersdorf, Willersdorf, Daberg und Landersdorf
- Obmannschaft Gammelsdorf mit Gammelsdorf, Schweig, Reith, Gabelsberg, Kothingried, Flickendorf, Wimburger, Kreuzholzen, Katharinazell, Berghof und Langholzen
- Obmannschaft Schergenöd mit Schergenöd, Besenried, Öd, Grub, Sielstetten, Margarethenried, Ecklsberg, Roßberg, Kimoden, Saxberg, Wildenreuth, Kehrer am Biber, Brunnlehen, Höfl, Hub, Oberschönbuch, Niederschönbuch und Hufnagelreuth
- Obmannschaft Enghausen mit Enghausen, Nußberg, Oberpriel, Peterswahl, Schlag, Priel, Oberndorf, Geiting und Dreifaltern
- Obmannschaft Kleinmünchen mit Niedermünchen, Obermünchen, Eck, Kothineck, Haslau, Wiesen, Winkelsbach, Winkel, Unterholzen und Ungarischwall
- Obmannschaft Martinszell mit Martinszell, Zieglreuth, Traich, Ulrichsried, Waltendorf, Viecht, Iglthal, Walchzell, Thal und Golzaberg
- Obmannschaft Bachhorn mit Bachhorn
- Obmannschaft Niederambach mit Niederambach, Feldkirchen, Oberambach und Murr

#### Amt Sichendorf (bei Zolling)
- Obmannschaft Preinerszell mit Gundelshausen, Preinerszell, Dürnzhausen, Loipertshausen, Schmiedhausen, Weikenhausen, Hueb und Stelzenberg
- Obmannschaft Willertshausen mit Gütlsdorf, Berging, Rannertshausen, Pischlsdorf, Sillertshausen, Staudhausen, Roggendorf, Willertshausen, Dobl, Kreuz, Sindorf, Attenkirchen und Aigenrüpel
- Obmannschaft Herbersdorf mit Hemhausen, Holzhof, Dellnhausen, Mooshof, Abens, Piedendorf, Herbersdorf, Harham und Angermichl
- Obmannschaft Raffenstetten mit Raffenstetten, Schweitenkirchen, Oberthann, Entrischenbrunn, Niederthann, Girgenhausen, Ehe, Winden, Kerschhof, Streitberg und Schelleneck
- Obmannschaft Länbach mit Kirchdorf, Hirschbach, Länbach, Bauernlänbach, Berghof, Schelchhof und Voglhof
- Obmannschaft Haindlfing mit Jägersdorf, Oberhaindlfing, Unterhaindlfing, Heigenhausen, Billingsdorf, Wölfling und Ruhpalzing
- Obmannschaft Berghaselbach mit Berghaselbach, Thonhausen, Sörzen, Kaltenberg, Kastenhofen, Seel, Alsdorf und Pättendorf
- Obmannschaft Aufham mit Aufham, Güntersdorf, Preinersdorf, Reisdorf, Holzhausen, Loipersdorf, Hirschhausen, Auhof und Sauloh
- Obmannschaft Kratzerimbach mit Sichendorf, Hartshausen, Oberzolling, Hacklschweig, Holzen, Haun, Willertshausen, Viehweid und Moosmühle
- Obmannschaft Wimpassing mit Haarland, Osterimbach, Walkertshausen, Wimpassing, Hohenmorgen, Kronsdorf, Götzendorf, Talham, Oelpersberg, Gallersberg, Gehhausen und Eisenthal

#### Amt Nandlstadt
- Obmannschaft Grafendorf mit Hebrontshausen, Grafendorf, Großschweiba, Kleinschweiba, Maierhof, Sielstetten, Niederreith, Oberreith, Pimmerdorf und Agstall
- Obmannschaft Oberempfenbach mit Oberempfenbach,
- Obmannschaft Gundertshausen mit Großgundertshausen, Spitz, Mittersberg, Spitzhub und Niederhof
- Obmannschaft Enzelhausen mit Enzelhausen, Larsbach und Iglsdorf
- Obmannschaft Volkenschwand mit Volkenschwand, Obergolzaberg, Neuhausen, Schlott, Freinberg und Bürg
- Obmannschaft Airischwand mit Ried, Reloh, Gütersberg, Großgründling, Ammersberg, Airischwand, Hausmehring, Faistenberg und Ziegl
- Obmannschaft Figlsdorf mit Figlsdorf, Aiglsdorf, Riedglas, Kitzberg, Weihersdorf, Kleinwolfersdorf, Holzen, Kleingründling und Mailendorf
- Obmannschaft Grünberg mit Grünberg, Hemmersdorf, Furth, Furthmühle, Saumühle, Rudelzhausen, Kreuth und Giebitz

#### Amt (Herrschaft) Isareck
Das Haus Isareck ist seit 1283 urkundlich erwähnt. Die Herrschaft war seit 1403 des Öfteren verpfändet und wurde von herzoglichen Pflegern verwaltet. Von 1465 bis 1570 wurde es vom herzoglichen Kastner in Landshut verwaltet. 1591 wurde die Niedergerichtsbarkeit mit seinen 10 Obmannschaften der Pflege Moosburg einverleibt.
- Obmannschaft Volkmannsdorf
- Obmannschaft Edlkofen
- Obmannschaft Bruckberg
- Obmannschaft Bruckbergerau
- Obmannschaft Pillhofen
- Obmannschaft Obermarchenbach
- Obmannschaft Pörndorf
- Obmannschaft Bachhorn
- Obmannschaft Gammelsdorf
- Obmannschaft Wang

#### Herrschaft Wolnzach
Einen Sonderfall stellt die Landgericht Moosburg zugeordnete Herrschaft Wolnzach dar. Die zur Hofmark herabgestufte ehemalige Herrschaft Wolnzach befand sich nach dem Verkauf durch Herzog Wilhelm V. im Jahr 1584 bis 1725 im Besitz der Familie Elsenheimer, wobei die ehedem der Herrschaft Wolnzach zugeordneten Untertanen hochgerichtlich dem Landgericht Moosburg zugeordnet wurden. Nach 1725 war die immer noch als solche bezeichnete "Herrschaft" Wolnzach im Besitz des Landesherrn, was die rechtliche Lage weiter verkomplizierte.

#### Amt Wolnzach (Oberes Gebiet)
- Obmannschaft Gebrontshausen
- Obmannschaft Rudertshausen
- Obmannschaft Geisenhausen

#### Amt Nörting (Unteres Gebiet)
- Obmannschaft Nörting – "Hofmark" Ampertshausen
- "Hofmark" Nörting

### Herrschafts- und Hofmarksorte
Das älteste Hofmarkenverzeichnis des Gerichts Moosburg ist im Steuerbuch des Jahres 1465 enthalten und zählt 27 Hofmarken auf. In den Hofmarkbeschreibungen 1618, 1654 und 1702 werden weitere drei Hofmarken angegeben, Asch in Moosburg, Kirchdorf an der Abens und Thurn in Moosburg.
Nach der Hofmarkenkonskription von 1752 sind dies
- Herrschaft Au mit Au in der Hallertau, Haslach, Leitersdorf, Wolfersdorf, Halsberg, Kürzling, Seysdorf, Günzenhausen, Osseltshausen, Thonhof, Aigenbeni und Brudersdorf
- Hofmark Hirnkirchen (geschlossen) mit Hirnkirchen und Kranzberg
- Hofmark Pfettrach (geschlossen) mit Pfettrach und Brandloh
- Hofmark Hettenkrichen (geschlossen) mit Hettenkirchen und Mösbuch
- Hofmark Tegernbach mit Tegernbach, Aich, Grub, Peterloh, Stolzhof, Straßlehen, Weingarten, Haid und Sammetsreith
- Hofmark Palzing (geschlossen) mit Palzing
- Hofmark Gerlhausen mit Gerlhausen
- Hofmark Helfenbrunn mit Helfenbrunn
- Hofmark Haag an der Amper (geschlossen) mit Haag an der Amper, Weihrinnen und Unterschweig
- Hofmark Thann (geschlossen) mit Thann
- Hofmark Flitzing (geschlossen) mit Flitzing, Kratzerimbach und Schwarzberg
- Hofmark Anglberg (geschlossen) mit Anglberg und Wörlhof
- Hofmark Sünzhausen mit Sünzhausen und Jetzelmeierhöfe
- Hofmark Attenkirchen mit Attenkirchen, Gfeichet, Einhausen und Reit
- Hofmark Appersdorf mit Oberappersdorf und Ober- und Unterholzhäusln
- Hofmark Hörgertshausen mit Hörgertshausen, Holzhäuseln, Fuchswinkel, Aigen, St. Alban, Doidorf, Lackermann, Reißen, Kronwinkl, Schwaiba, Kainrad, Stadlhof, Sammetsreith, Linden, Pittersdorf, Reitersberg und Höllbauer
- Hofmark Mauern (geschlossen) mit Mauern und Bergmühle
- Hofmark Thulbach mit Thulbach, Holzerhof und Zulehen
- Hofmark Obersüßbach (geschlossen) mit Obersüßbach, Reith, Reitersberg, Weichsberg, Niederndorf, Hanslmühle, Riedmühle
- Hofmark Leibersdorf (geschlossen) mit Leibersdorf, Heidersberg, Haag, Berg, Wieden, Böham und Herrenau
- Hofmark Zolling (geschlossen) mit Zolling und Unterzolling
- Hofmark Wolfersdorf mit Wolfersdorf und Ebersdorf
- Hofmark Hagsdorf mit Hagsdorf, Schöneck, Schlagsimmer und Sixthaselbach
- Hofmark Notzenhausen mit Notzenhausen, Moosmühle, Goglhof, Hanselsberg, Herbersdorf und Lochmer
- Hofmark Inkofen mit Inkofen und Seeberg
- Hofmark Sandelzhausen (geschlossen) mit Sandelzhausen, Beslmüller, Grabmüller, Lohmüller, Mittermüller, Obermüller, Petermüller, Streichmüller, Kottmannsschweig, Straß und Kleindungertshausen
- Hofmark Dietersdorf (geschlossen) mit Dietersdorf und Schaching
- Hofmark Aiterbach (geschlossen) mit Aiterbach
- Hofmark Bruckberg mit Bruckberg
- Hofmark Nörting-Ampertshausen mit Nörting und Ampertshausen

- Sitz Kirchdorf an der Abens mit Kirchdorf, Bergham, Kronthal und Niederhinzing
- Sitz Pillhofen mit Pillhofen
- Sitz Asch bei Moosburg mit Unterreit
- Sitz Thurn in Moosburg

### Städte und Märkte
Nach den ersten Frundsteuerkatastern von 1808 waren dies:
- Stadt Moosburg an der Isar
- Markt Nandlstadt

sowie der
- Markt Wolnzach (zugeordnet als Teil der Herrschaft Wolnzach)